# 南極洲動植物保護措施
《南極洲動植物保護措施》（英語：Agreed Measures for the Conservation of Antarctic Fauna and Flora）是在1964年於布魯塞爾舉行的第三次南極條約協商會議上商定的一套措施，作為第八議案。它是南極條約體系的一部分，但於2011年被指定不再通用。
其目標是在南極條約體系的架構內進一步開展國際合作，以促進和實現保護、科學研究與合理利用這些動植物群。

## 批准
該公約被其他已批准生效成員國批准。列表顯示：
| 國家   | 批准日期       | 生效與否 |
| ------ | -------------- | -------- |
| 阿根廷 | 1965年9月3日   | 是       |
|        | 1964年9月2日   | 是       |
| 比利时 | 1964年12月7日  | 是       |
| 巴西   | 1986年10月27日 | 否       |
| 智利   | 1965年2月26日  | 是       |
| 中國   | 1985年12月11日 | 否       |
| 法國   | 1965年3月17日  | 是       |
| 德国   | 1981年2月17日  | 否       |
| 印度   | 1988年3月7日   | 否       |
| 義大利 | 1987年4月22日  | 否       |
| 日本   | 1965年1月19日  | 是       |
| 朝鮮   | 1995年5月10日  | 否       |
| 新西兰 | 1964年12月1日  | 是       |
| 挪威   | 1965年12月1日  | 是       |
| 波蘭   | 1977年7月11日  | 否       |
| 苏联   | 1965年2月20日  | 是       |
| 南非   | 1964年10月5日  | 是       |
| 西班牙 | 1988年4月8日   | 否       |
| 英国   | 1964年12月4日  | 是       |
| 美国   | 1966年7月27日  | 是       |
| 乌拉圭 | 1989年10月10日 | 否       |

## 外部連結
- 措施原文 （页面存档备份，存于）